# Lunar: The Silver Star
Lunar: The Silver Star (ルナ~サ・シルバースター?) è un videogioco di ruolo alla giapponese sviluppato dalla Game Arts e Studio Alex e pubblicato per Sega CD nel 1992.

## Trama
Il gioco ruota intorno alle gesta di Alex, un ragazzo proveniente da una piccola città, che sogna un giorno di diventare un grande Dragonmaster, come il suo eroe Dyne. Quando un'avventura infantile si trasforma in seguito nell'impresa di ritrovare un antico dragone, Alex e i suoi amici si troveranno coinvolti in un viaggio in tutto il mondo per raccogliere l'energia necessaria per diventare il prossimo Dragonmaster, e quindi salvare il mondo.

## Sviluppo
Originariamente pubblicato in Giappone il 16 giugno 1992, il titolo fu tradotto e pubblicato in inglese dalla Working Designs l'anno seguente. Disegnato come un "tipo differente di RPG", Lunar: The Silver Star utilizzò audio in qualità CD, riproduzione di filmati e doppiaggio per la narrazione di una storia fantasy ambientata in un mondo magico chiamato Lunar.
Acclamato dalla critica, Lunar: The Silver Star diventò il titolo di punta della SEGA, al punto che il gioco vendette tante copie quanto la console stessa, e rimase il titolo più venduto per Sega CD di tutti i tempi. Primo titolo della serie Lunar, stabilì gli standard per tutti i seguiti ed i futuri titoli della serie, e fu seguito da Lunar: Eternal Blue, suo sequel diretto nel 1994.

## Colonna sonora
La sigla di apertura è il brano Lunar, cantato da Mayumi Sudou.

## Remake
Dalla pubblicazione originale del gioco, sono stati prodotti tre remake migliorati del titolo per vari sistemi: Lunar: Silver Star Story Complete nel 1996, Lunar Legend nel 2002 e Lunar: Silver Star Harmony nel 2009.